# Noirétable
Noirétable là một xã trong tỉnh Loire miền trung nước Pháp.